# Alen Halilović
Pour les articles homonymes, voir Halilović.
Alen Halilović, né le 18 juin 1996 à Dubrovnik en Croatie, est un footballeur international croate qui évolue au poste de milieu offensif au Fortuna Sittard.

## Biographie

### Club

#### Débuts prématurés au Dinamo Zagreb

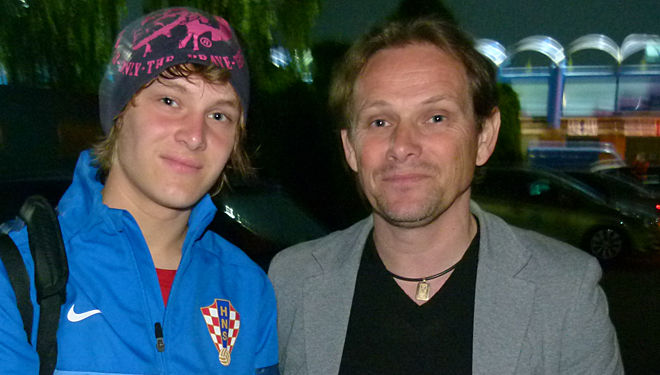
Alen Halilović avec son père Sejad

Son père est Sejad Halilović (en), un ancien international croate et bosnien. Formé au Dinamo Zagreb, Alen Halilović signe son premier contrat professionnel en juin 2012, à tout juste 16 ans.
Le 27 septembre 2012, il devient le plus jeune joueur à porter le maillot du Dinamo Zagreb lorsqu'il prend part à son premier match avec l'effectif professionnel face à l'Hajduk Split. Le 7 octobre suivant, il entre en cours de jeu et marque le quatrième but des siens face au NK Slaven Belupo (4-1), devenant ainsi le plus jeune buteur en championnat croate. Ses performances impressionnent les médias et attisent la convoitise des plus grands clubs européens tels que FC Barcelone, Manchester United, Manchester City ou le Real Madrid.
Le 24 octobre 2012, il joue ses premières minutes de Ligue des champions en entrant en fin de match face au Paris Saint-Germain (défaite 0-2).

#### Départ vers le FC Barcelone
Le 28 février 2014, Alen Halilović annonce qu'il jouera au FC Barcelone dès la saison 2014-2015. Son frère cadet, Dino Halilović, rejoint aussi le FC Barcelone.
L'entraîneur Luis Enrique fait débuter Halilović en match amical avec l'équipe première du FC Barcelone le 19 juillet 2014 lors du Trophée Colombino face au Recreativo de Huelva (victoire 1 à 0).
Halilović fait partie des huit joueurs de l'équipe réserve qui effectuent la pré-saison 2014-2015 avec l'équipe première du Barça et il fait partie des huit réservistes inscrits par le club en Ligue des champions.
Il débute en match officiel avec l'équipe première le 15 janvier 2015 lors des 8es de finale retour de la Coupe d'Espagne face à Elche (victoire 4 à 0).

#### Prêt au Sporting de Gijón
En août 2015, Halilović est prêté au Sporting de Gijón qui vient de monter en D1 et qui est entraîné par l'ancien joueur du Barça Abelardo Fernández. Pour ces premiers pas en Liga, Halilović est encensé pour ses bonnes performances. Il inscrit son premier but le 3 octobre face au RCD Espanyol (Victoire 2-1). Il inscrit un doublé contre le Real Betis en Coupe d’Espagne. 

#### Transfert à Hambourg
À la fin de son prêt au Sporting Gijon, Halilović n'est pas conservé par le FC Barcelone et est transféré le 21 juillet 2016 à Hambourg pour 5 M€ avec option de rachat .

#### Prêt à Las Palmas
Le 26 janvier 2017, il est prêté à l'UD Las Palmas jusqu'en juin 2018.

#### AC Milan
Le 7 juillet 2018, il signe pour trois saisons en faveur de l'AC Milan, alors qu'il était libre depuis la fin de son contrat avec le Hambourg SV. 

#### Prêt au Standard de Liège
Après seulement trois matchs de coupe joués lors de la première partie de saison avec l'AC Milan, il est prêté au Standard de Liège jusqu'en septembre 2019 pour retrouver du temps de jeu.

#### Prêt au SC Heerenveen
Hallilovic est prêté au SC Heerenveen le 2 septembre 2019 jusqu'au 30 juin 2020.

#### Départ pour l'Angleterre
Le 23 novembre 2020, il s'engage pour une saison en faveur de Birmingham City, qui évolue en Championship.
Le 27 août 2021, il rejoint Reading.

#### Retour au pays
Le 6 juillet 2022, Alen rejoint le HNK Rijeka.

#### Retour en Eredivisie
Le 18 juillet 2023, après 6 mois sans club, il rejoint le Fortuna Sittard.

### Sélection nationale

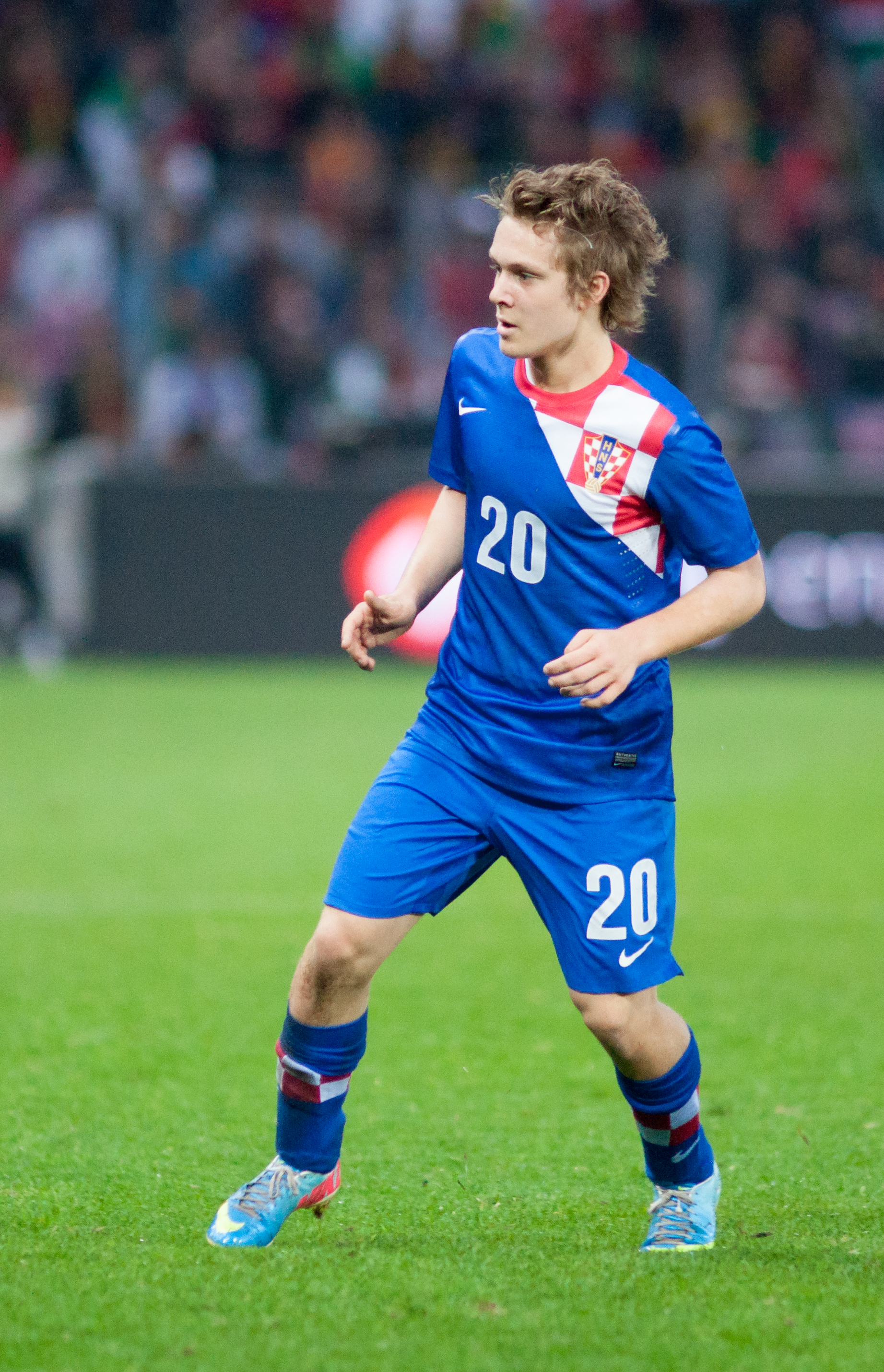
Halilović sous le maillot de la Croatie en 2013 contre le Portugal

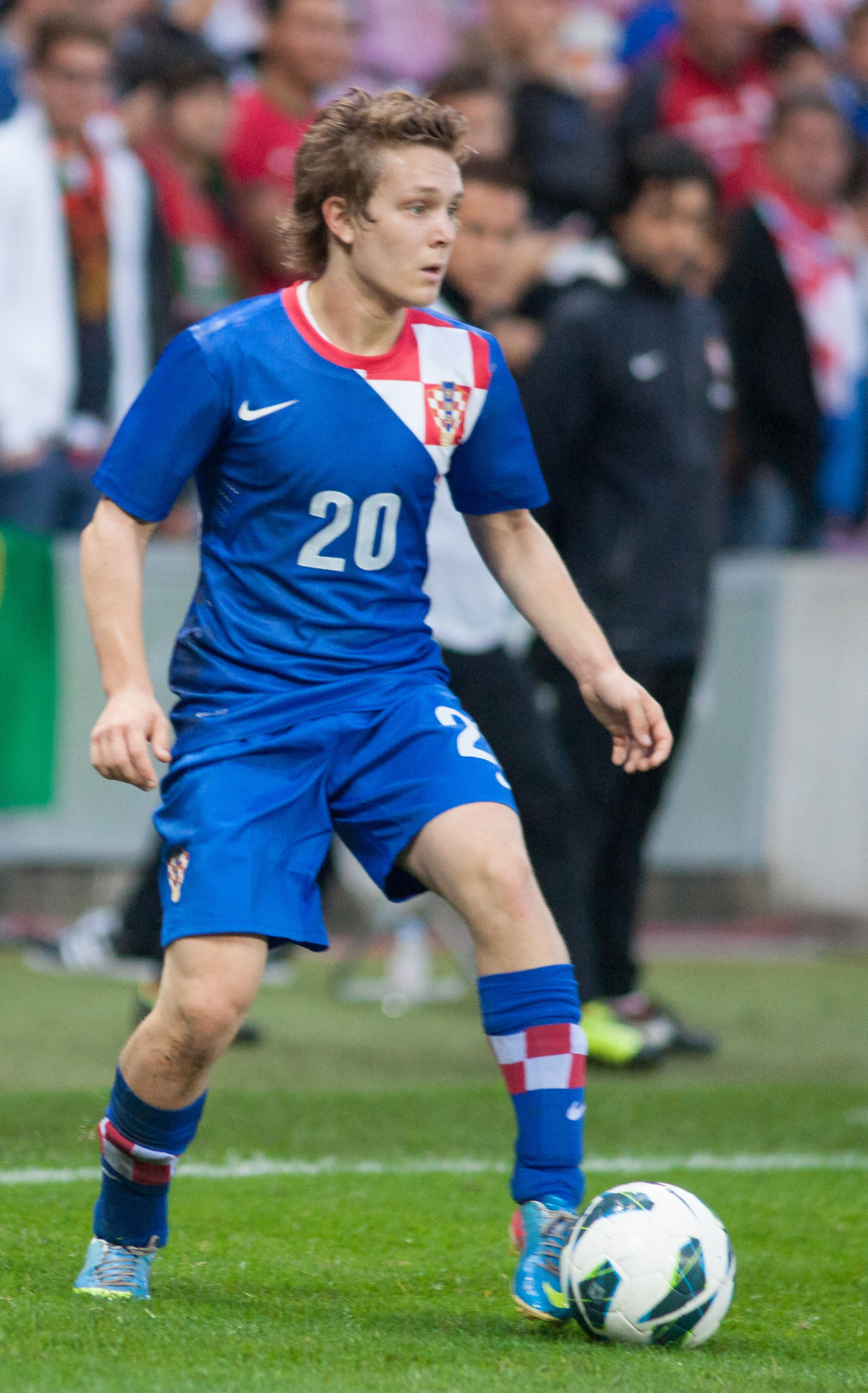
Halilović avec la équipe de Croatie en 2013

Halilović aurait pu jouer pour la Bosnie, mais il a finalement choisi la Croatie. Halilović débute avec l'équipe de Croatie le 10 juin 2013 contre le Portugal (défaite 1-0).

## Statistiques
| Saison                | Club                     | Championnat           | Championnat | Championnat | Championnat | Coupe(s) nationale(s) | Coupe(s) nationale(s) | Coupe(s) nationale(s) | Compétition(s) continentale(s) | Compétition(s) continentale(s) | Compétition(s) continentale(s) | Compétition(s) continentale(s) | Croatie | Croatie | Croatie | Total | Total | Total |
| Saison                | Club                     | Division              | M.          | B.          | P.d.        | M.                    | B.                    | P.d.                  | Comp.                          | M.                             | B.                             | P.d.                           | M.      | B.      | P.d.    | M.    | B.    | P.d.  |
| 2012-2013             | Dinamo Zagreb            | 1. HNL                | 18          | 2           | 1           | -                     | -                     | -                     | C1                             | 3                              | 0                              | 0                              | 1       | 0       | 0       | 22    | 2     | 1     |
| 2013-2014             | Dinamo Zagreb            | 1. HNL                | 26          | 5           | 1           | 7                     | 1                     | 2                     | C1+C3                          | 8                              | 0                              | 0                              | 2       | 0       | 0       | 43    | 6     | 3     |
| Sous-total            | Sous-total               | Sous-total            | 44          | 7           | 2           | 7                     | 1                     | 2                     | -                              | 11                             | 0                              | 0                              | 3       | 0       | 0       | 65    | 8     | 4     |
| 2014-2015             | FC Barcelone             | Liga                  | -           | -           | -           | 1                     | 0                     | 0                     | -                              | -                              | -                              | -                              | 4       | 0       | 0       | 5     | 0     | 0     |
| Sous-total            | Sous-total               | Sous-total            | -           | -           | -           | 1                     | 0                     | 0                     | -                              | -                              | -                              | -                              | 4       | 0       | 0       | 5     | 0     | 0     |
| 2015-2016             | Sporting de Gijón (prêt) | Liga                  | 36          | 3           | 5           | 1                     | 2                     | 0                     | -                              | -                              | -                              | -                              | 2       | 0       | 0       | 39    | 5     | 5     |
| Sous-total            | Sous-total               | Sous-total            | 36          | 3           | 5           | 1                     | 2                     | 0                     | -                              | -                              | -                              | -                              | 2       | 0       | 0       | 39    | 5     | 5     |
| 2016-2017             | Hambourg SV              | Bundesliga            | 6           | 0           | 0           | 1                     | 1                     | 0                     | -                              | -                              | -                              | -                              | -       | -       | -       | 7     | 1     | 0     |
| Sous-total            | Sous-total               | Sous-total            | 6           | 0           | 0           | 1                     | 1                     | 0                     | -                              | -                              | -                              | -                              | -       | -       | -       | 7     | 1     | 0     |
| 2016-2017             | UD Las Palmas (prêt)     | Liga                  | 18          | 0           | 2           | -                     | -                     | -                     | -                              | -                              | -                              | -                              | -       | -       | -       | 18    | 0     | 2     |
| 2017-2018             | UD Las Palmas (prêt)     | Liga                  | 20          | 2           | 2           | 1                     | 0                     | 0                     | -                              | -                              | -                              | -                              | -       | -       | -       | 21    | 2     | 2     |
| Sous-total            | Sous-total               | Sous-total            | 38          | 2           | 4           | 1                     | 0                     | 0                     | -                              | -                              | -                              | -                              | -       | -       | -       | 39    | 2     | 4     |
| 2018-2019             | AC Milan                 | Serie A               | -           | -           | -           | -                     | -                     | -                     | C3                             | 3                              | 0                              | 0                              | -       | -       | -       | 3     | 0     | 0     |
| Sous-total            | Sous-total               | Sous-total            | 0           | 0           | 0           | 0                     | 0                     | 0                     | -                              | 3                              | 0                              | 0                              | 0       | 0       | 0       | 3     | 0     | 0     |
| 2018-2019             | Standard de Liège (prêt) | Jupiler Pro League    | 14          | 0           | 1           | -                     | -                     | -                     | -                              | -                              | -                              | -                              | 1       | 0       | 0       | 15    | 0     | 1     |
| Sous-total            | Sous-total               | Sous-total            | 14          | 0           | 1           | -                     | -                     | -                     | -                              | -                              | -                              | -                              | 1       | 0       | 0       | 15    | 0     | 1     |
| 2019-2020             | SC Heerenveen (prêt)     | Eredivisie            | 17          | 1           | 3           | 3                     | 0                     | 1                     | -                              | -                              | -                              | -                              | -       | -       | -       | 20    | 1     | 4     |
| Sous-total            | Sous-total               | Sous-total            | 17          | 1           | 3           | 3                     | 0                     | 1                     | -                              | -                              | -                              | -                              | -       | -       | -       | 20    | 1     | 4     |
| 2020-2021             | Birmingham City          | Championship          | -           | -           | -           | -                     | -                     | -                     | -                              | -                              | -                              | -                              | -       | -       | -       | 0     | 0     | 0     |
| Sous-total            | Sous-total               | Sous-total            | -           | -           | -           | -                     | -                     | -                     | -                              | -                              | -                              | -                              | -       | -       | -       | 0     | 0     | 0     |
| Total sur la carrière | Total sur la carrière    | Total sur la carrière | 155         | 13          | 15          | 14                    | 4                     | 3                     | -                              | 14                             | 0                              | 0                              | 10      | 0       | 0       | 193   | 17    | 18    |

## Palmarès
- Dinamo Zagreb
  - Championnat de Croatie en 2013 et 2014
  - Vainqueur de la Supercoupe de Croatie en 2013

- FC Barcelone
  - Vainqueur de la Ligue des champions en 2015
  - Vainqueur de la Coupe d'Espagne en 2015